# Les Émigrants
Série
Le Nouveau Monde
(1972)
Pour plus de détails, voir Fiche technique et Distribution.
Les Émigrants (titre original : Utvandrarna) est un film suédois réalisé par Jan Troell, sorti en 1971 .
Le Nouveau Monde sorti en 1972 conclut la saga.

## Synopsis
Le paysan Karl Oskar se marie avec Kristina et le couple a des enfants. La vie est très dure pour la jeune famille menacée par la famine à la suite de mauvaises récoltes et d'incendies. Lorsque leur fille Anna meurt, Kristina accepte l’idée de Karl Oskar d’émigrer en Amérique du Nord afin de construire une vie meilleure pour leur famille.
Le frère de Karl Oskar, Robert, qui travaille comme valet de ferme chez un paysan avare et violent, projette également d’émigrer et son ami Arvid veut l'accompagner.
Danjel, qui habite à la ferme Kärragärde, s’oppose à la doctrine de l’Église suédoise et organise des réunions religieuses illégales à son domicile avant de se faire emprisonner. Ulrika, une prostituée rejetée par les habitants, et sa fille Elin trouvent refuge chez Danjel et partagent ses croyances.
16 personnes en tout quittent leur village natal.
La traversée de l’Atlantique est longue et très éprouvante. La femme de Danjel et leur plus jeune enfant meurent. De nombreuses autres personnes, dont Kristina, tombent gravement malades.

## Fiche technique
- Titre : Les Émigrants
- Titre original : Utvandrarna
- Réalisation : Jan Troell
- Scénario : Bengt Forslund et Jan Troell d'après le roman de Vilhelm Moberg
- Photographie : Jan Troell
- Montage : Jan Troell
- Musique : Erik Nordgren, Jacob Regnart, Burkhard Waldis
- Décors : P.A. Lundgren
- Costumes : Ulla-Britt Söderlund
- Producteur : Bengt Forslund
- Société de production : Svensk Filmindustri
- Pays de production :  Suède
- Format : Couleur (Technicolor) — 35 mm — 1,37:1 — Son : Mono
- Genre : Film dramatique, Western
- Durée : 135 minutes (2h15) pour la version française (191 minutes en version originale)
- Dates de sortie : 
  - Suède : 8 mars 1971
  - Finlande : 3 septembre 1971
  - Norvège : 2 octobre 1971
  - Danemark : 17 février 1972
  - États-Unis : 24 septembre 1972 (New York City, New York)
  - France : 13 mars 1974
- Affiche : Michel Landi (France)

## Distribution
- Max von Sydow : Karl Oskar Nilsson
- Liv Ullmann : Kristina Nilsson, femme de Karl Oskar
- Eddie Axberg : Robert Nilsson, frère de Karl Oskar
- Pierre Lindstedt : Arvid, copain de Robert
- Allan Edwall : Danjel, oncle de Kristina, pasteur
- Monica Zetterlund : Ulrika, prostituée
- Hans Alfredson : Jonas Petter

## À noter
Né en 1898 dans la province de Småland, Vilhelm Moberg, écrivain considéré comme l’un des plus grands romanciers de la littérature suédoise du XXe siècle, a écrit « Les Émigrants » entre 1949 et 1959. Cette chronique en quatre volumes connut un succès considérable dans son pays. Après avoir vu le premier long métrage de Jan Troell, « Les feux de la vie » (Här har du ditt liv) (1966), Moberg déclara : « Si quelqu’un doit tourner Les émigrants, ce sera Jan Troell ». Ce que fit ce dernier (en 1971) après avoir longtemps hésité. Le Nouveau Monde, du même réalisateur, en 1972, constitue, en fait, la seconde partie du film.

## Récompenses et distinctions
- Oscar 1972: Nomination pour le meilleur film étranger
- Oscar 1973: 4 nominations, dont meilleur réalisateur et meilleur scénario
- Golden Globe Award 1973: Meilleur film étranger (avec sa suite Le Nouveau Monde).